# 小行星91006
小行星91006（91006 Fleming）是一颗绕太阳运转的小行星，为主小行星带小行星。该小行星于1998年1月发现。
該小行星以蘇格蘭生物學家、1945年諾貝爾生理學或醫學獎得主亞歷山大·弗萊明命名。

## 轨道参数
小行星91006的轨道半长轴为380 360 035 km（2.5425136 UA），离心率为0.118。